# كارناليت
كارناليت معدن من معادن الهاليدات، وتكون صيغة الوحدة البلورية على الشكل (KMgCl3·6(H2O، وهو بذلك يتكون كيميائياً من كلوريدات المغنسيوم والبوتاسيوم المميهة. يمكن أن يتراوح لون البلورات من الأزرق إلى الأحمر إلى الأصفر إلى عديمة اللون.
وصف الكارناليت لأول مرة سنة 1856 في ألمانيا، وسمي على شرف مهندس التعدين البروسي رودولف فون كارنال، الذي عاش في الفترة ما بين 1804–1874.